# Mission sui juris du Turkménistan
La mission sui juris du Turkménistan est une juridiction de l'Église catholique.

## Territoire
La mission sui juris couvre tout le Turkménistan.

## Histoire
La mission sui juris est érigée le 29 septembre 1997.

## Supérieurs
- depuis 29 septembre 1997 : Andrzej Madej (de), OMI.